# Cloroquina
La cloroquina és un fàrmac utilitzat per impedir i per tractar la malària en àrees on se sap que dita malaltia és sensible als seus efectes. Alguns tipus de malària provocats per soques resistents de Plasmodium i alguns casos complicats requereixen una medicació diferent o fàrmacs addicionals. És també ocasionalment utilitzada per tractar l'amebosi extraintestinal, l'artritis reumatoide i el lupus eritematós sistèmic. És subministrada oralment i, segons les recomanacions de l'OMS, la dosi total acumulada en adults no pot superar els 100 grams de cloroquina base sigui quina sigui la duració del tractament.
Els seus efectes secundaris comuns inclouen problemes musculars, pèrdua d'apetit, diarrea, i erupcions cutànies. Els efectes secundaris seriosos inclouen problemes de visió, danys musculars, atacs epilèptics, i anèmia aplàstica. El seu ús durant l'embaràs es considera segur, a banda de fenòmens d'intolerància de tipus idiosincràtic. La cloroquina és un fàrmac membre de la classe de les 4-aminoquinolines. Lluita contra la forma asexual de la malària dins els glòbuls vermells.
La cloroquina va ser descoberta l'any 1934 per Hans Andersag (1902-1955), químic de la companyia Bayer. És un dels medicaments essencials de la llista model de l'Organització Mundial de la Salut.
Als Estats Units es troba disponible com a medicació genèrica. El seu cost de producció és aproximadament de 0,04 USD (2014), sent un dels antipalúdics més econòmics. Als Estats Units costa aproximadament 5,30 USD per dosi. A l'Estat espanyol està comercialitzat com EFG, Dolquine i Resochin.

## Usos clínics

### Prevenció de la malària
La cloroquina ha estat utilitzada durant molt de temps pel tractament i la prevenció de la malària causada pels plasmodis Plasmodium vivax, P. ovale i P. malariae. El paràsit Plasmodium falciparum va començar a desenvolupar-hi resistència al compost, poc temps després de l'inici de la campanya de l'OMS Global Malaria Eradication l'any 1955.
La cloroquina ha estat àmpliament utilitzada com a fàrmac d'administració massiva en un gran nombre de països, fet que pot haver contribuït a l'aparició i propagació de resistències per part dels microorganismes. La resistència de P. falciparum a la cloroquina ha estat confirmada a totes les regions amb malària falcípara, excepte al Carib, Amèrica Central occidental i algunes zones de l'Orient Mitjà. També P. vivax és resistent al fàrmac a Papua Nova Guinea i Indonesia. Els Centres per al Control i Prevenció de Malalties americans s'oposen a l'ús individual de la cloroquina perquè existeixen combinacions de medicaments més efectives. En les àrees on se sap que existeix resistència a la cloroquina, s'haurien d'utilitzar altres antimalàrics, com per exemple la mefloquina o l'atovaquona.

### Amebosi
En l'amebosi extraintestinal, la cloroquina pot ser utilitzada en lloc de o en addició a altres medicacions pel tractament de l'abscés amèbic hepàtic i de l'amebiasi pulmonar que amb freqüència l'acompanya, en cas que el metrodinazole o altres nitroimidazoles no puguin millorar l'estat del pacient en 5 dies, o en el cas que el pacient sigui intolerant a aquests tipus de
```
medicació.
```

### Supressió del sistema immunitari
Com que la cloroquina causa una lleu supressió del sistema immunitari, s'utilitza en el tractament d'algunes malalties autoimmunitàries, com ara l'artritis reumatoide, el lupus eritematós (LES) de predomini cutàni, el lupus eritematós tumidus d'inici infantil, la sarcoïdosi, l'estomatitis ulcerosa crònica o l'artritis idiopàtica juvenil. Avui dia, es prefereix emprar hidroxicloroquina en aquest tipus de patologies, ja que el seu índex d'efectes adversos és menor. En el cas del LES, l'administració d'hidroxicloroquina té un efecte protector contra l'arterioesclerosi accelerada que es desenvolupa en aquesta patologia autoimmune crònica. En pacients que pateixen dermatomiositis el tractament amb hidroxicloroquina millora de forma significativa les manifestacions cutànies, però no les musculars. Es creu que -a banda de la seva capacitat immunomoduladora- el fàrmac actua sobre els mecanismes que regulen la fotosensibilitat, un fet que ajuda a controlar les lesions produïdes per l'exposició als raigs UV pròpies d'aquesta miopatia inflamatòria.

### Síndrome antifosfolipídica
Assajos clínics i models animals indiquen que la hidroxicloroquina és un fàrmac útil per prevenir el risc de trombosi inherent a dita síndrome. Les propietats antitrombòtiques del compost inclouen la inhibició de l'adhesió i l'agregació plaquetària, la reducció del nivell de colesterol i el bloqueig de la producció d'anticossos fosfolipídics. En casos de síndrome antifosfolipídica catastròfica (una variant especialment greu de la malaltia, amb una taxa de mortalitat molt alta i anomenada també síndrome d'Asherson), l'administració d'hidroxicloroquina, aïllada o actuant de forma sinèrgica amb altres fàrmacs, ha comportat una millora significativa de la simptomatologia.

### Síndrome de Sjögren
La hidroxicloroquina s'utilitza de vegades per tractar les manifestacions extraglandulars cròniques (sobretot artràlgies i miàlgies) de la síndrome de Sjögren primària. També ha estat emprada amb bons resultats en malalts que sofreixen púrpures cutànies greus, ulceroses i refractàries als corticoides, aparegudes durant la fase inicial de la malaltia. En canvi, no mostra eficàcia davant la xerostomia, la xeroftàlmia i el cansament que caracteritzen aquesta síndrome. Molt rarament, la hidroxicloroquina indueix l'aparició d'una síndrome de Sweet en aquest tipus de pacients.

### Porfíria
En casos de porfíria cutània tardana familiar, un dels subtipus de porfíria amb major prevalença, la hidroxicloroquina a dosis baixes ha demostrat tenir la mateixa eficàcia i menys complicacions en la normalització dels nivells plasmàtics de porfirina que les flebotomies repetides. Cal tenir en compte, però, que dosis relativament altes del fàrmac poden desencadenar en aquests malalts un dany hepàtic agut amb febre i elevació brusca de les transaminases, a més d'una excreció descontrolada de porfirines.

## Efectes secundaris
Els efectes secundaris de l'ús de cloroquina inclouen reaccions adverses neuromusculars, auditives, gastrointestinals, cerebrals, dèrmiques, cardiovasculars (poc freqüents) i sanguínies.
- Atacs epilèptics.[40]
- Sordesa o tinnitus.[40]
- Nàusea, vòmits, diarrea, dolors abdominals i anorèxia.[40]
- Maldecaps lleugers i transitoris.[40]
- Pruïja,[41] canvis en el color de la pell i pèrdua de cabells. En tractaments llargs, ocasionalment apareix hiperpigmentació subunguial, facial o de la mucosa oral,[42] en especial la del paladar dur.[43] També s'han descrit casos de despigmentació i exfoliació palmoplantar secundaris a la presa del fàrmac.[44] Poques vegades, la hidroxicloroquina provoca un exantema pustulós generalitzat agut (un tipus d'erupció cutània molt desplaent)[45] o una eritrodèrmia generalitzada (una forma rara de dermatitis que afecta més del 90% de la pell).[46]
- Gust metàl·lic (un tipus de disgèusia).
- Urticària.[47]
- Retinopatia per cloroquina.[48] Pot tambe ocasionar màculopatia i degeneració macular en malalts amb tractaments de llarga durada i/o a dosis altes, tot i que de forma excepcional s'han descrit danys maculars dos mesos després de l'inici de la medicació.[49] En alguns casos, les lesions en la retina segueixen progressant inclús després de la retirada del fàrmac causal. Una seqüela greu d'aquesta retinopatia tòxica és el desenvolupament d'edema quístic a la màcula amb la subsegüent pèrdua de visió central, complicació que fa necessari l'implant intravitri de dispositius amb dexametasona quan l'ús sistèmic o tòpic d'inhibidors de l'anhidrasa carbònica no és eficaç.[50]
- Hipotensió arterial i canvis electrocardiogràfics. Són escasses les complicacions cardíaques d'importància (miocardiopatia restrictiva/hipertròfica,[51] blocatge auriculoventricular d'alt grau[52] o trastorns del ritme cardíac), derivades sobretot de l'alteració estructural del septe interventricular secundària a modificacions en les propietats d'emmagatzematge lisosòmic de les cèl·lules

```
del 
sistema de conducció elèctrica del cor
 i els 
miocardiòcits
 que comporten un excés de 
fosfolípids
 i partícules de 
manosa
. La cardiotoxicitat per cloroquina sembla restringida a tractaments llargs (entre 7 mesos i 25 anys),
[
53
]
 especialment en individus amb 
malalties autoimmunes
 sistèmiques.
[
54
]
 En alguns malalts afectats per aquesta mena de patologies s'ha observat l'aparició de miocardiopaties dilatades
[
55
]
 amb evidència de dipòsits 
intracitoplasmàtics
 
fosfolipídics
 en les 
biòpsies
 del teixit miocardíac.
[
56
]
 De forma molt inusual s'han descrit 
insuficiències cardíaques
 agudes reversibles a conseqüència de tractaments antireumàtics amb cloroquina.
[
57
]
```

- Pancitopènia, anèmia aplàstica, agranulocitosi (neutropènia) i trombocitopènia (de vegades recurrent).[58]
- Síndrome DRESS (acrònim anglès de Drug Rash with Eosinophilia and Systemic Symptoms, o erupció cutània per fàrmacs amb eosinofília i símptomes sistèmics).[59] Aquest tipus de reacció adversa greu s'ha descrit en alguns casos de malalties reumatològiques tractades amb hidroxicloroquina.[60]
- Les alteracions psiquiàtriques relacionades amb l'administració del fàrmac són rares, però d'índole molt diversa: agitació, confusió/desorientació, irritabilitat, idees autoreferencials o persecutòries, hiperactivitat, tristor, catatonia, etc. En algun cas, la cloroquina ha desencadenat un episodi maníac en el context d'un trastorn bipolar preexistent.[61]
- En algun cas d'artritis reumatoide tractat amb cloroquina s'ha observat l'aparició d'una lipidosi (una acumulació excessiva de lípids als teixits), amb debilitat muscular i insuficiència renal, de característiques generals similars a les d'una malaltia de Fabry,[62] reversible després de la retirada del medicament.[63]

### Embaràs
No s'ha demostrat que la cloroquina tingui efectes nocius en el fetus quan s'utilitza com a profilaxi de la malària. Petites quantitats de cloroquina i dels seus metabòlits són excretades en la llet materna durant la lactància; quantitats que no són perilloses pels lactants, però que tampoc tenen cap valor profilàctic contra la malària. La cloroquina pot ser prescrita amb seguretat als infants, sense efectes adversos d'importància sempre que es respecti la posologia indicada. Estudis amb ratolins han mostrat que la cloroquina etiquetada radioactivament passa ràpidament a través de la placenta i s'acumula en els ulls del fetus on hi pot romandre fins a cinc mesos després que el fàrmac s'hagi eliminat de la resta del cos. Alguns experts creuen que les evidències existents sobre lesions oculars tòxiques en nens exposats in utero als antimalàrics basades en anomalies electroretinografiques són poc concloents. Es recomana, però, a les dones embarassades o que planegin estar-hi no viatjar a regions amb alt risc de contreure la malària.

### Vellesa
No hi ha proves suficients per determinar si la cloroquina és segura per les persones més grans de 65 anys. No obstant això, el fàrmac és en bona part eliminat pels ronyons i la seva toxicitat s'ha de supervisar acuradament en individus amb funcions renals baixes. Amb independència de la seva edat, la dosi recomanable per les persones que tenen un índex de filtrat glomelular de 10–20 ml/min ha de ser igual o inferior a 50 mg/dia i l'administració de cloroquina està contraindicada si dit índex és <10 ml/min. En malalts que pateixen una insuficiència renal important es pot produir
```
una alta concentració plasmàtica del medicament, la qual provoca 
pancitopènia
 (disminució simultània de la quantitat circulant de 
glòbuls blancs
, 
glòbuls vermells
 i 
plaquetes
) simptomàtica, 
anèmia megaloblàstica
 i 
dermatitis
 exfoliativa intensa.
[
70
]
```

## Interaccions amb altres fàrmacs
- Els antiàcids poden reduir l'absorció de cloroquina si es prenen amb menys de 4 hores de diferència.
- La cimetidina pot inhibir el metabolisme de la cloroquina incrementant-ne els nivells en el cos, mentre que la ranitidina[71] no altera la seva farmacodinàmica.[72]
- Els nivells d'ampicil·lina en el cos disminueixen si es pren coloroquina menys de 2 hores després de l'administració de l'antibiòtic. La cloroquina redueix la biodisponibilitat de les penicil·lines en general i també la del metotrexat en els malalts d'artritis reumatoide que reben aquest fàrmac.[73]
- Els nivells plasmàtics de ciclosporina poden augmentar degut a la presència de cloroquina.[74]
- Risc incrementat de convulsions si es pren juntament amb mefloquina o proguanil.[75]
- L'associació de cloroquina i primaquina[76] incrementa significativament el nivell plasmàtic d'aquesta darrera substància, un fet potencialment perillós per les persones amb deficiència de G6PD.[77]
- A nivell cel·lular, la cloroquina incrementa notablement el temps d'excreció de la digoxina i de la digitoxina,[78] un fet a tenir en compte si el fàrmac s'administra a persones tractades amb aquests heteròsids i que comporta un control rigorós, ja que podria ser causa d'una intoxicació digitàlica.[79]

## Sobredosi
La cloroquina és molt perillosa en cas de sobredosi. Estudis publicats l'any 1961 van mostrar que tres nens que havien patit sobredosi van morir en menys de 2.5 hores després de prendre el medicament. Mentre que el grau de sobredosi no va ser descrit, se sap que l'índex terapèutic de la cloroquina és baix. Els símptomes d'una sobredosi inclouen mal de cap, somnolència, vestibulopatia neurotòxica, trastorns visuals, nàusees i vòmits, col·lapse cardiovascular, convulsions i aturada respiratòria i cardíaca sobtada. No existeix cap antídot contra la intoxicació per cloroquina. Dosis altes del fàrmac tenen un efecte cardiotòxic que indueix un blocatge auriculoventricular que pot ser causa d'arrítmia incontrolable i aturada cardíaca subsegüent. L'administració precoç endovenosa d'emulsions lipídiques ha demostrat ser útil per limitar dita cardiotoxicitat en sobredosis molt serioses. En cas d'hipopotassèmia greu amb alteracions significatives en l'ECG cal a més la infusió endovenosa controlada de bicarbonat sòdic al 8,4%. La absorció de la cloroquina en el tub digestiu és del 90% i es produeix de forma molt ràpida (pic sèric a las 1,5-3 h de la ingesta), sent el carbó actiu el producte idoni per reduir-la eficaçment. Valors en sang de la substància per sobre de 3 μg/ml són potencialment letals. Per tal de quantificar amb una alta sensibilitat els nivells de cloroquina i dels seus metabòlits en sang total, sang seca i plasma s'han desenvolupat mètodes analítics basats en l'espectrometria de masses en tàndem acoblada a la cromatografia de líquids.
La mortalitat global de la intoxicació per cloroquina amb un tractament adequat (adrenalina, ventilació mecànica i diazepam) és d'un 10%. Una ingesta superior a 5 g, la hipotensió greu (pressió arterial sistólica <80 mmHg) i la prolongació del complex QRS (>0,20 s) en l'ECG són fets indicadors d'un mal pronòstic.
En alguns casos, dosis excessives de cloroquina provoquen psicosis agudes. Eventualment, els trastorns psíquics són producte d'una reacció adversa particular a dosis correctes del fàrmac i es poden agreujar amb la presa de medicaments psicotròpics per tractar la simptomatologia inicial.
Un derivat de la cloroquina aprovat l'any 1955, la hidroxicloroquina (que difereix de la cloroquina només per la substitució d'un hidroxietil per un etil en el grup amino terciari de la cadena lateral del compost), té una vida mitjana llarga (de 32 a 56 dies) en la sang i un gran volum de distribució (580–815 L/kg). Els rangs terapèutic, tòxic i letal són usualment definits com de 0.03 a 15 mg/L, 3.0 a 26 mg/L i 20 a 104 mg/L, respectivament. Tanmateix, la tolerància individual a la cloroquina pot variar més del que es pensava anteriorment.
La intoxicació aguda conjunta per cloroquina i proguanil pot ser causa d'una aplàsia medul·lar greu.

## Resistència
Des del primer cas documentat de resistència a la cloroquina en la dècada de 1950 per part de P. falciparum, soques resistents han aparegut al llarg de l'Àfrica occidental i oriental, sud-est asiàtic i en l'Amèrica del Sud. L'eficàcia de la cloroquina contra P. falciparum ha minvat a mesura que les soques resistents del paràsit han anat evolucionant. Neutralitzen l'acció del fàrmac mitjançant un mecanisme que drena cap a fora la cloroquina que es troba als seus vacúols digestius. Els plasmodis resistents expulsen cloroquina 40-50 vegades més ràpidament que els normals. Les mutacions relacionades amb la resistència afecten proteïnes de membrana dels vacúols digestius, sent crítiques aquelles mutacions del P. falciparium relacionades amb el gen PfCRT (de l'anglès P. falciparum chloroquine resistance transporter). La proteïna mutada, però no en la seva forma natural, transporta cloroquina quan és expressada en oòcits de Xenopus laevis i es creu que media el pas de la cloroquina des del seu lloc d'acció fins al vacúol digestiu.
Algunes substàncies que han revertit amb èxit la resistència a la cloroquina en la malària són
clorfenamina, gefitinib, imatinib, tariquidar i zosuquidar. Una línia de recerca que ha aconseguit resultats prometedors davant les soques cloroquina-resistents és la síntesi de nous agents antipalúdics formats per la combinació de cloroquina o dels seus derivats i sals de diversos metalls, com ara el ruteni o l'or, amb el propòsit de crear composts que tinguin estructures moleculars que no puguin ser reconegudes pels paràsits. També es treballa en el desenvolupament d'una metodologia genèrica que possibiliti l'elaboració de fàrmacs basats en les diferents propietats quirals de la cloroquina i anàlegs. Les dades obtingudes in vitro i in vivo indiquen que els (S)-isòmers de dites substàncies sòn mès actius contra les formes resistents del P. falciparum que els (R)-isomers. Alguna molècula dissenyada d'aquesta manera es considera candidata a fer assajos preclínics i ja es troba sota avaluació toxicofarmacològica.
Hi ha especialistes que opinen que la presa de dosis molt altes de cloroquina (tres vegades superiors a les habituals) pot ser eficaç davant els problemes de resistència, sempre que siguin administrades -per raons farmacodinàmiques, farmacocinètiques i de seguretat- en forma de preparats d'alliberació lenta.

## Farmacologia
- Absorció: ràpida i quasi completa.
- Distribució: àmpliament distribuïda en els teixits i líquids corporals.[108]
- Unió a proteïnes plasmàtiques: ~55%.[109]
- Metabolisme: Parcialment hepàtic per produir desetilcloroquina,[110] el metabòlit principal.
- Excreció: Orina (≥50% de la substància excretada sense modificacions). L'acidificació de l'orina augmenta l'eliminació del fàrmac.

La cloroquina té un volum de distribució gran perquè es difon en el teixit adipós del cos. La cloroquina i altres quinines relacionades amb aquest fàrmac s'han associat amb casos de toxicitat retinal, especialment quan es subministra en dosis més elevades durant temps més llargs. L'acumulació del fàrmac pot donar lloc a dipòsits que poden conduir a la visió borrosa i la ceguesa. Es recomanen visites rutinàries a un oftalmòleg en cas de tractament prolongat.
La cloroquina és també un agent lisosomotròpic, que vol dir que s'acumula preferentment en els lisosomes de les cèl·lules del cos. El pKa pel nitrogen de la quinolina de la cloroquina és 8,5; el que significa que està aproximadament 10% desprotonat a pH fisiològic (7,4) tal com es calcula amb l'equació de Henderson-Hasselbalch. Aquest percentatge baixa fins a aproximadament 0,2% a pH lisosòmic de 4,6. Com que la forma desprotonada és més permeable a les membranes que la forma protonada, el compost queda atrapat en els lisosomes.
Es creu que el caràcter lisosomotròpic de la cloroquina és el causant de gran part de la seva activitat antimalàrica; el fàrmac es concentra en el vacúol alimentari àcid del paràsit on interfereix amb processos essencials. Les seves propietats lisosomotròpiques també permeten el seu ús en experiments in vitro per estudiar malalties relacionades amb lípids intracel·lulars, o fenòmens d'autofàgia i d'apoptosi.

## Mecanisme d'acció

### Antimalàric
Dins
```
els glòbuls vermells, el paràsit de la malària, que es troba llavors en la seva etapa del cicle de vida asexual,ha de degradar l'hemoglobina per adquirir els aminoàcids essencials, que el paràsit requereix per construir la seva pròpia proteïna i pel metabolisme energètic. La digestió es porta a terme en un 
vacúol
 de la cèl·lula parasitària.
[
117
]
```

L'hemoglobina està formada per una unitat proteica (digerida pel paràsit) i una unitat hemo (que el paràsit no utilitza). Durant aquest procés, el paràsit allibera el grup hemo tòxic i soluble. El fragment hemo consisteix en un anell de porfirina anomenat Fe (II)-protoporfirina IX (FP). Per evitar la destrucció cel·lular per part d'aquesta molècula, el paràsit biocristal·litza el grup hemo per formar hemozoïna, una molècula que no és tòxica. L'hemozoïna s'acumula al vacúol digestiu en forma de cristalls insolubles.
La cloroquina entra als glòbuls vermells mitjançant difusió simple, inhibint el funcionament del vacúol digestiu de la cèl·lula paràsitaria. Aleshores la cloroquina és protonada (a CQ2+) degut al pH àcid (4,7) del vacúol, fet que impedeix que la cloroquina surti del vacúol per difusió. La cloroquina s'uneix a les molècules d'hemozoïna prevenint la biocristal·lització de grups hemo, resultant en l'acumulació de grups hemo lliures, tòxics. La cloroquina s'uneix al grup hemo (o FP) per formar el complex FP-cloroquina; Aquest complex és molt tòxic per a la cèl·lula i altera la funció de la membrana. L'acció tòxica de FP-cloroquina i FP resulta en la lisi cel·lular i en última instància l'autodigestió cel·lular del paràsit. En essència, la cèl·lula paràsitaria s'ofega en els seus propis productes metabòlics. Per tant, els paràsits que no formen hemozoïna són resistents a la cloroquina.

### Altres
La cloroquina inhibeix la captació de tiamina, actuant específicament sobre la proteïna de transport SLC19A3. Aquest fet podria ser l'explicació d'alguns dels efectes no desitjats del fàrmac i suggereix que un suplement de tiamina seria una mesura útil per evitar-los.
En l'artritis reumatoide, la cloroquina actua inhibint la proliferació de limfòcits, l'acció de la fosfolipasa A2, l'alliberament d'enzims per part dels ribosomes, l'alliberament d'espècies reactives de l'oxigen per part dels macròfags i la producció de IL-1. En tractaments perllongats és convenient realitzar controls oftalmològics específics per tal de detectar precoçment l'aparició de retinopatia tòxica.
Sent un fàrmac d'utilitat per tractar malalties tropicals febrils, s'ha avaluat l'eficàcia de la cloroquina contra la infecció pel virus Chikungunya. Encara que in vitro té capacitat inhibitòria davant el VCHIK, emprat com a tractament profilàctic en primats no humans augmenta la replicació del virus i retarda la resposta cel·lular/humoral. En humans infectats, el tractament curatiu amb cloroquina disminueix els nivells de citocines i altera les reaccions immunes adaptatives, sense cap efecte supressor sobre la càrrega viral perifèrica (quantitat de VCHIKs en sang). La idea d'emprar la cloroquina com a medicament antivíric fou proposada per primera vegada l'any 2003.
Una combinació d'hidroxicloroquina i doxiciclina ha demostrat ser eficaç en determinats casos d'endocarditis provocada per la forma crònica de la febre Q que no milloren amb altres medicaments. La cloroquina, administrada conjuntament amb minociclina (un antibiótic del grup de las tetraciclines), és una bona alternativa terapèutica en casos d'afectació cerebroespinal per la malaltia de Whipple (un tipus d'infecció crònica pel bacil Tropheryma whipplei) refractaris a diversos fàrmacs.
En models murins, el fàrmac inhibeix de forma significativa la transmissió vertical del virus del Zika i el consegüent desenvolupament de microcefàlia. La cloroquina redueix eficaçment la capacitat infecciosa del ZIKV, segons experiments realitzats en cultius de cèl·lules precursores neurals humanes i es creu que, sola o combinada amb inhibidors de l'ARN-polimerasa viral com ara el sofosbuvir, podria formar part de futurs tractaments contra el virus. D'igual manera, afegint-la a cultius cel·lulars animals aconsegueix inhibir la infecció i proliferació del SARS-coronavirus en ells, abans i després de ser exposats al virus.
Alguns estudis indiquen que l'administració de cloroquina a mares infectades pel VIH també disminueix la capacitat de transmissió vertical d'aquest virus.
In vitro, les propietats proapoptòsiques de la cloroquina tenen activitat contra cultius cel·lulars de colangiocarcinoma (càncer de les vies biliars) al induir un alt grau d'estrès en el seu reticle endoplasmàtic, fet que podria ser d'interès terapèutic per tractar aquest tipus de neoplàsia. Experimentalment, la cloroquina augmenta la sensibilitat de les cèl·lules del glioblastoma davant el tractament quimio i radioteràpic, una característica potencialment beneficiosa encara no validada per assajos clínics. Dit efecte d'increment de sensibilitat a la radioteràpia s'ha observat també en cultius de cèl·lules de càncer vesical pertanyents a línies moleculars diferents. Pel que fa als tumors de mama d'alta agressivitat i immunohistoquímicament HER2 positius, l'addició de cloroquina restaura la sensibilitat de les cèl·lules neoplàsiques al trastuzumab (Herceptin) en casos refractaris. El fet que la cloroquina i la hidroxicloroquina siguin els únics fàrmacs inhibidors de l'autofàgia aprovats per la FDA ha comportat que hagin estat àmpliament emprats en molts treballs per determinar si el blocatge autofàgic té un paper beneficiós en el tractament antineoplàstic o no i si l'ús d'aquests compostos millora les teràpies existents sense risc. Hi ha autors que no qüestionen l'activitat positiva de la cloroquina, sola o en unió d'altres medicaments, en la regressió tumoral; però posen l'accent sobre les efectes adversos que s'han observat in vivo i in vitro, incloent la desorganització de l'aparell de Golgi i de les xarxes endolisosomals i recomanen precaució a l'hora d'interpretar els resultats de les esmentades investigacions. S'han efectuat estudis -els quals deixen a banda l'impacte de les reaccions no desitjades en el malalt- indicatius del fet que els tractaments antitumorals, siguin quimioteràpics o radioteràpics, que incorporen cloroquina o hidroxicloroquina en les seves pautes tenen una millor resposta que els que no utilitzen aquests compostos com a inhibidors de l'autofàgia.
Diversos anàlegs de la cloroquina mostren in vitro una potent activitat anti-Pneumocystis, una qualitat que podria ser utilitzable en el maneig de les pneumònies provocades per aquests fongs.

## Darreres investigacions
La cloroquina i els seus anàlegs estructurals més propers, de forma aïllada o en unió a altres productes farmacèutics, s'han avaluat en múltiples assajos clínics dirigits a la recerca d'una medicació efectiva contra els efectes de la COVID-19. L'OMS, que segueix atentament els avenços d'aquestes investigacions, declarà a principis del mes de maig de 2020 que l'absència de dades concloents no permet determinar la utilitat específica d'aquests antipalúdics en la prevenció o tractament de la nova síndrome. Cal no oblidar, si no es volen adoptar decisions precipitades sobre el seu ús clínic en les infeccions pel SARS-COV-2, el fet que -malgrat tots els coneixements acumulats al llarg de les darreres dècades- la cloroquina mai ha estat seleccionada com a tractament antivíric definitiu en éssers humans a causa de l'impossibilitat de reproduir de forma fefaent in vivo totes les propietats que mostra in vitro. Per una altra banda, molts dels seus possibles mecanismes d'acció farmacològica contra aquest virus no han estat investigats fins ara.